# Kharghar
Kharghar är en ort (census town) i den indiska delstaten Maharashtra, och tillhör distriktet Raigad. Folkmängden uppgick till 80 612 invånare vid folkräkningen 2011.